# Eichmühle (Bad Neustadt)
Die Eichmühle (oder auch Glubersmühle) war eine Einöde in Bad Neustadt an der Saale und lag an der Stelle des Postamts von 1926 (heute Sitz der Polizeiinspektion).

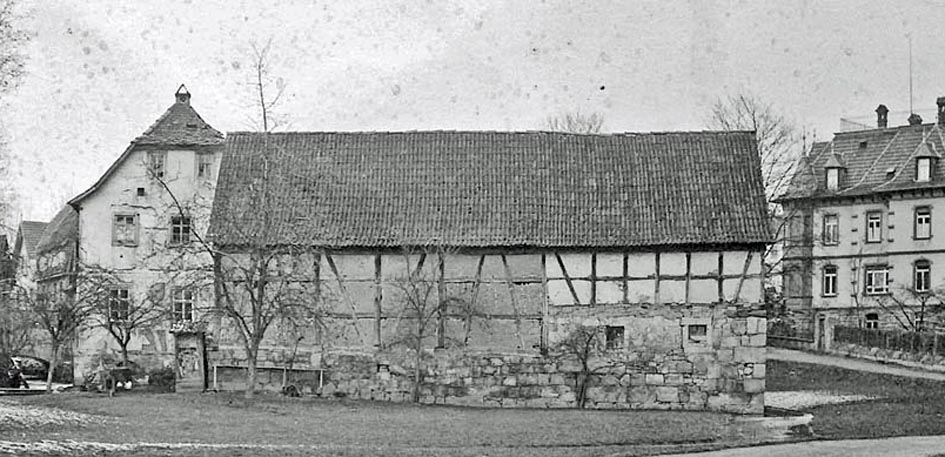
Die Eichmühle bei Bad Neustadt, um 1920

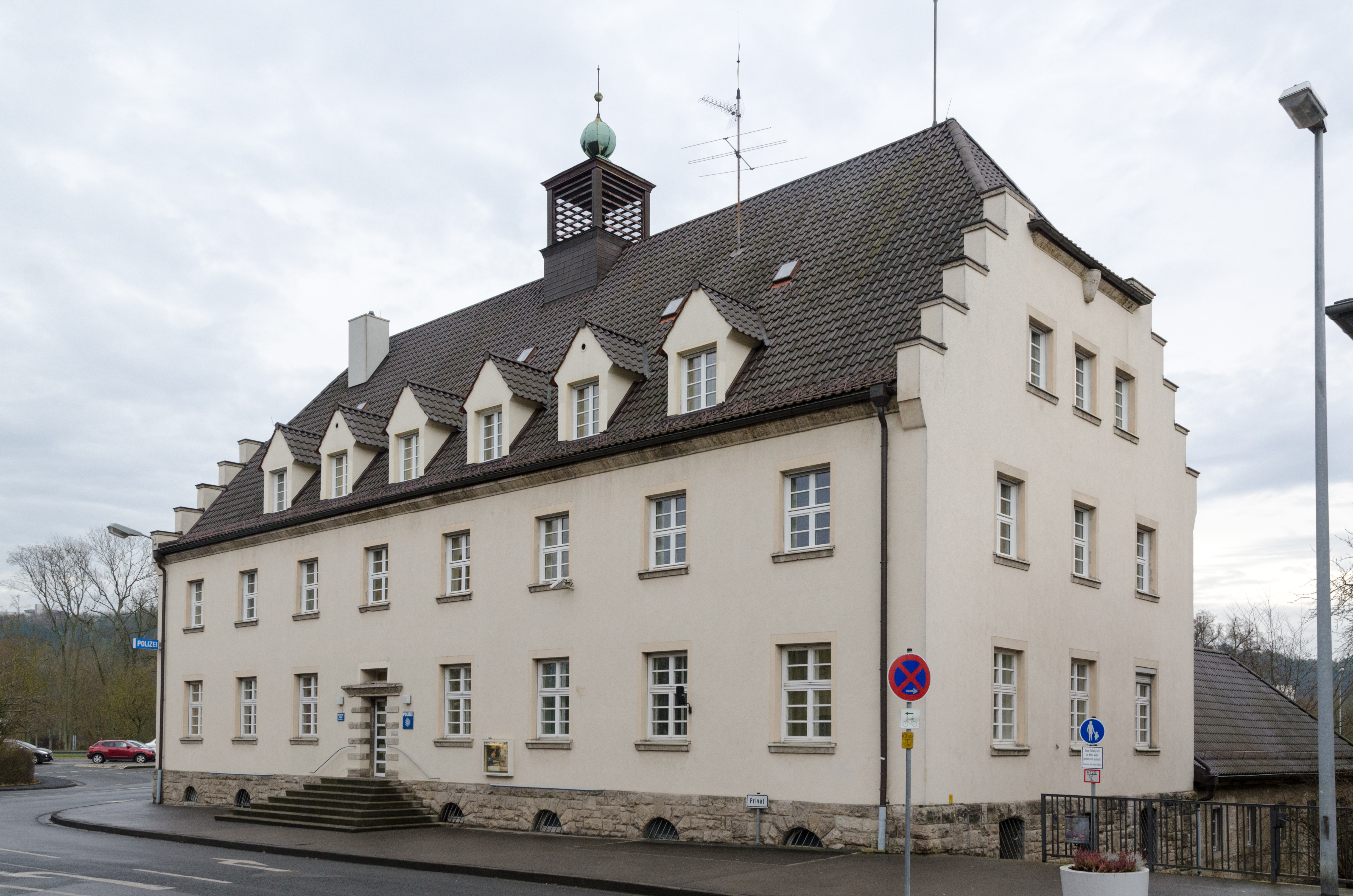
Ehemaliges Postamtsgebäude, jetzt Polizei

Sie lag an einem Mühlbach, der die Brend mit der Fränkischen Saale verband.

## Geschichte der Mühle
Die Mühle taucht erstmals in Urkunden ab 1547 auf. 1619 wurde sie als „Mühl an der alten Eich“ beschrieben. Das legt die Vermutung nahe, dass in der Nähe der Mühle ein alter Eichenbaum stand. Weiterhin gab es den Namen „Lohmühle“ für sie, da dort die Lohgerber ihr Geschäft vollzogen. Der letzte Pächter war die Familie Glübers. 1924 konnte die Stadt das Objekt erwerben, um dort das neue Postamt zu errichten. Später zog hier die heutige Polizeiwache ein.